# Шаповалов, Иван Егорович
Ива́н Его́рович Шапова́лов (6 [19] мая 1915 — 17 августа 1944) — советский офицер—политработник, участник Великой Отечественной войны, Герой Советского Союза (24.03.1945, посмертно). Капитан (1943).

## Биография
Родился 6 (19) мая 1915 года в селе Сазда Тургайской области (ныне — Акбулакский район, Оренбургская область) в крестьянской семье. По национальности русский.
Окончил 7 классов школы в Акбулаке в 1927 году. Работал в местном зерносовхозе и на колбасной фабрике. В 1932 году окончил курсы счетоводов, с 1932 года работал старшим счетоводом в Ак-Булакской МТС, затем помощником бухгалтера в Кузбассе.
С 1935 по 1937 год проходил срочную службу в батальоне связи 93-й стрелковой дивизии Сибирского военного округа в Иркутске. Там же после увольнения в запас и остался жить. Работал в органах НКВД СССР на станции Иркутск-Сортировочный, затем переведён в Архангельскую область в управление Севдвинлага НКВД на должность инспектора отдела кадров.
В октябре 1941 года повторно призван в Красную армию. Окончил Борисовское военно-политическое училище в 1942 году.
С марта 1942 года — на фронте Великой Отечественной войны.
Заместитель командира батальона по политической части 291-го стрелкового полка 63-й Витебской Краснознамённой стрелковой дивизии 5-й армии 3-го Белорусского фронта капитан И. Шаповалов совершил несколько выдающихся подвигов в ходе Белорусской стратегической наступательной операции. В первый день наступления, 23 июня 1944 года, в районе деревни Ефременка в рядах батальона первым в дивизии прорвал передний край обороны противника и форсировал реку Лучеса. В этом бою батальоном уничтожено до двух батальонов пехоты и 1 артиллерийская батарея противника, захвачены свыше 30 пленных. Шаповалов при этом первым ворвался с группой бойцов в траншею противника, где лично уничтожил из автомата и гранатами более 10 солдат и 2 офицеров.
При ликвидации Витебской группировки противника его батальоном было уничтожено свыше 100 солдат и офицеров противника. В боях за Вильнюс с группой бойцов перерезал шоссе и при попытке автоколонны противника вырваться из окружённого города группой из засады было уничтожено до 30 человек противника, при этом лично капитаном Шаповалов уничтожено 10 солдат и офицеров, а также он гранатой сжег автомашину. В боях за город Ковно батальон на броне танков ИС-2 первым ворвался в город и нанес большой удар противнику. Когда в бою на улице города выбыл из строя командир батальона, капитан Шаповалов принял на себя командование батальоном.
15 августа 1944 года на территории Шакяйского района Литовской ССР под прикрытием артиллерии с небольшой группой бойцов Шаповалов первым ворвался траншеи гитлеровцев. Вслед за ними в атаку поднялся весь батальон. В ходе жесточайшего рукопашного боя фашисты были выбиты, но предприняли меры к возврату потерянного рубежа и перешли в контратаку. Бойцы батальона Шаповалова пропустили через траншеи вражеские танки, но отрезали путь пехоте. В ходе боя, в результате разрыва снаряда, замполит Шаповалов получил серьёзное ранение ноги. Однако он не покинул поле боя и, превозмогая жуткую боль, продолжал командовать. После очередного ранения он потерял сознание и был эвакуирован с поля боя своими бойцами.
От ран и большой потери крови умер в госпитале через два дня, 17 августа 1944 года.

Указом Президиума Верховного Совета СССР от 24 марта 1945 года за образцовое выполнение боевых заданий командования на фронте борьбы с немецкими захватчиками и проявленные при этом мужество и геройство капитану Шаповалову Ивану Егоровичу присвоено звание Героя Советского Союза с вручением ордена Ленина и медали «Золотая Звезда».

## Награды
- Медаль «Золотая Звезда» Героя Советского Союза (24.03.1945, посмертно);
- орден Ленина (24.03.1945, посмертно);
- Орден Отечественной войны I степени (8.01.1945, посмертно);
- Орден Отечественной войны II степени (17.08.1944);
- орден Красной Звезды (3.10.1943).

## Память
- В честь Героя в 1965 году его родное село Сазда переименовано в село Шаповалово.
- Его имя носит школа в селе Шаповалово.
- В селе Шаповалово установлена мемориальная доска (2019).[3]
- Переулок в Иркутске[4] и улица в посёлке Акбулаке названы именем Героя.
- В 2007 году на здании вокзала «Иркутск-Сортировочный» установлена мемориальная доска: «На Восточно-Сибирской железной дороге работали участники Великой Отечественной войны, Герои Советского Союза: Абрамов Константин Кириллович, Жилкин Дмитрий Васильевич, Цивчинский Виктор Гаврилович, Шаповалов Иван Егорович».[5]